# ديان بيكر
ديان بيكر (بالإنجليزية: Diane Baker)‏ هي منتجة أفلام وممثلة أمريكية، ولدت في 25 فبراير 1938 بهوليوود في الولايات المتحدة.

## أعمال

### أفلام
- (1959) رحلة إلى مركز الأرض
- (1959) يوميات آن فرانك
- (1962) الأسبارطة الـ300
- (1991) صمت الحملان[3][4]
- (1995) الشبكة[5]
- (1996) الشجاعة تحت النار[6]
- (1996) رجل السلك[7]
- (1997) قتل في 1600[8]

### مسلسلات
- هاوس

## وصلات خارجية
- ديان بيكر على موقع IMDb (الإنجليزية)
- ديان بيكر على موقع الموسوعة البريطانية (الإنجليزية)
- ديان بيكر على موقع روتن توميتوز (الإنجليزية)
- ديان بيكر على موقع ألو سيني (الفرنسية)
- ديان بيكر على موقع تيرنر كلاسيك موفيز (الإنجليزية)
- ديان بيكر على موقع أول موفي (الإنجليزية)
- ديان بيكر على موقع قاعدة بيانات الأفلام السويدية (السويدية)
- ديان بيكر على موقع إن إن دي بي (الإنجليزية)
- ديان بيكر على موقع قاعدة بيانات الفيلم (الإنجليزية)
- ديان بيكر على موقع كينوبويسك (الروسية)